# Drot og marsk
Drot og marsk är en dansk opera i fyra akter med musik av Peter Heise. Librettot av Christian Richardt bygger på Carsten Hauchs drama Marsk Stig (1850).

## Historia
Idén till operan kom från Hauchs drama, som Peter Heise hade komponerat en ouvertyr till 1856 och vars långsamma inledning senare blev förspelet till Drot og marsk. I librettot, som utgavs 1876, har Christian Richardt inspirerats av danska folkvisor. Heise kallar inte Drot og marsk för "opera" utan "tragiskt sångdrama". Det finns många avsnitt i verket som mycket väl kan kallas "stor opera" men Heises färdighet som romanskompositör skiner ofta igenom, särskilt i Åses sånger, som rätt och slätt är romanser till orkesterackompanjemang. Men Heise lyckas integrera romanserna i den dramatiska helheten så att de inte tycks bromsa upp handlingen. I kungens stora scen, där han minns hur han brände heden, rör det sig om Grand opéra, liksom även i marskens ballad, där han kräver hämnd på kungen.
Operan uruppfördes på Det Kongelige Teater i Köpenhamn den 25 september 1878. Det är den danska opera från 1800-talet som har spelats mest på Det Kongelige Teater. Den upptogs 2006 i den danska kulturkanon för partiturmusik.

## Personer
- Kung Erik Glipping (tenor)
- Marsk Stig Andersen (baryton)
- Fru Ingeborg, hans hustru (sopran)
- Rane Jonsen, hennes systerson (tenor)
- Greve Jakob av Halland (baryton)
- Jens Grand, domprost (bas)
- Åse, en kolarflicka (sopran)

## Handling
Operan utspelar sig på Jylland år 1286. Handlingen bygger på historien om Marsk Stig och mordet på Erik Klipping i Finderup. 
Akt I
Kolarflickan Åse är ute i skogen i närheten av Skanderborg i färde med att binda upp humlerankor framför huset ("Det var sig humleranken"). Rane Johnsen kommer och börjar uppvakta henne. Men hon avvisar honom och påminner honom om att han tidigare har lurat henne genom att utge sig för att vara en annan, en väpnare vid namn Jörgen. Kungen närmar sig och hör det sista av deras samtal. Åse blir förvirrad över att stå ansikte mot ansikte med själve kungen och skyndar sig in för att göra sig fin. Kungen har emellertid blivit intresserad av flickan, och Rane försöker få honom att avstå från tanken på att förföra henne. Men kungen vill inte ta råd av en tjänare utan ger honom ett rapp över benen med en hundpiska. Åse kommer ut igen och kungen lyckas med lätthet övertala henne att följa med honom till Skanderborg mot löfte om frikostiga gåvor ("Jeg kender af navn kun guldet"). Han räcker henne sitt jakthorn så att hon därmed kan sammakalla hans jägare, och så drar de till Skanderborg. När bönderna kommer för att hämta Åse till midsommarfesten är hon borta.
På Skanderborgs slott är det bal. Åse går omkring och serverar vid. Marsk Stig kommer med sin fru Ingeborg för att ta avsked av kungen. Han skall till Sverige i spetsen för hären och ber kungen vakta hans dyraste skatt, Ingeborg. Kungen blir förälskar i den sköna fru Ingeborg, och så snart marsken har dragit åstad bjuder han upp henne till dans till tonerna av Ranes menuett ("Det var sig jomfru Svanelil"). Kungen gör stormande fru Ingeborg sin kur, och då de båda tillsammans drar sig tillbaka förstår Åse att hon nu är försmådd. Förtvivlad förstör hon den guldkedja kungen givit henne och flyr tillbaka till sitt hus i skogen. Rane fäller en hånfull anmärkning om det sätt på vilket kung Erik vaktar marskens skatt.
Akt II
Fru Ingeborg sitter med sina tankar i salen på marsk Stigs borg. Hornsignaler ljuder från borggården, marsken har kommit hem. Förbryllad över att inte ha mottagits på brukligt vis träder han in och ser fru Ingeborg klädd i svart. Hon erkänner att hon har varit honom otrogen men skyller på kungen som förfört henne. Marsk Stig vill i sitt raseri döda henne men hejdar sig vid åsynen av hennes förtvivlade ansikte. Hon förklarar att hon aldrig älskat kungen, men han hade ljugit för henne och sagt att hennes man fallit i kriget. Hon kräver hämnd och han lovar, att om så hela Danmark skall brinna skall hon få sin hämnd ("Er du ikke min bedste skat"). 
På tinget i Viborg samlas männen, medan rykten går om kungen och marskens hustru. Kungen anländer snart själv med sina män. Strax efter kommer marsken, som berättar om sina segrar. Han anklagar kungen för att ha våldfört sig på hans hustru. Kung Erik förklarar att fru Ingeborg ville detsamma som han, och marsken utmanar honom, kämpar sig fri tillsammans med ärkebiskopen Jens Grand och dennes följe och försvinner ("Hvor jeg dig finder herefter").
Akt III
Marks Stig kommer in i salen på sin borg i sällskap av Rane, som sagt honom hur kungen kan lockas i bakhåll. Andra sammansvurna tillstöter, som alla har goda skäl att hata kungen. Då marsk Stig för in sin hustru i salen, svär alla att de skall dräpa kungen. De sammansvurna drar sig tillbaka, och marsken och hans hustru tar ömt avsked av varandra.
I kungsgården i Viborg berättar Rane för kungen om den jakt han arrangerat. Men kungen är inte speciellt intresserad. Han minns hur han en gång i vild uppsluppenhet satte eld på heden så att allt levande omkom. Nu känner han att det var hans själ som brann upp den gången ("Så vidt som öjet rakte"). Han frågar efter marsk Stig och får veta att denne dragit sig undan på ön Hjelm. Rane vill att kungen skall visa att han inte fruktar marsken. Kungen låter sig övertalas att delta i jakten och alla drar åstad.
Akt IV
De sammansvurna väntar på Rane i skogen. Då han inte kommer tror de att han lurat dem och drar till Finderup. Men strax efter kommer Rane tillsammans med kungen, bara för att finna ett utbränt bål. Ranes plan går ut på att det skall se ut som om kungen vådaskjutits. Han förargar sig över att de sammansvurna är borta. Kungen får nu syn på ljus mellan träden och bestämmer sig för att övernatta i kojan. Därinne sitter Åse och undrar över de sällsamma munkar som ridit förbi. Hon tänker varna klostret för dem men på vägen ut möter hon kungen. Han önskar sova hos henne, men hon säger nej. Han känner igen henne. Hon varnar honom för de falska munkarna och springer ut i skogen följd av kungen ("Jeg beder for hver en vejfarende sjæl"). Åse löper från kungen men möter Rane som säger att han nu funnit vägen till Finderup. När Åse återvänder till kojan ser hon att kungen och Rane ridit samma väg som munkarna. Hon skyndar efter med kungens kvarglömda svärd. 
Rane har fört kungen till ladan i Finderup, där de skall övernatta. Men kungen plågas av hemska mardrömssyner och kan inte komma till ro. Han tror sig se fru Ingeborg som förebådar honom hans död. Stormen tjuter kring knutarna och i sin ångest ber kungen Rane stänga dörren. Men Rane sätter ett halmstrå i kläm och när de sammansvurna kommer kan de utan vidare tränga in i ladan. Rane låtsas som om han inte vet var kungen gömt sig men pekar samtidigt med sitt svärd mot halmen. Marsken genomborrar kungen med sitt svärd. Innan han dör hinner kungen förklara marsken fredlös, för att han dräpt en Herrens smorde. De sammansvurna kastar sig över liket, och innan de rider bort tänder de eld på ladan.
Klockorna ringer. Åse kommer tillsammans med munkarna för att ge kungen hans svärd, men det är för sent. Munkarna sjunger ett requiem och bär ut liket ur ladan.